# Michel Nihoul
Pour les articles homonymes, voir Nihoul.
Michel Nihoul, né le 23 avril 1941 à Verviers et mort le 23 octobre 2019 à Zeebruges, est un homme d'affaires. 
Il fait l'objet durant les années 1990 et 2000 d'une affaire médiatique et judiciaire en relation avec l'affaire Dutroux, affaire pour laquelle il bénéficie d'un non-lieu en 2010 pour les faits d'enlèvements d'enfants, mais est condamné à cinq ans d’emprisonnement pour trafic de drogue et association de malfaiteurs.

## Biographie
Michel Nihoul, né le 23 avril 1941 à Verviers grandit « dans une famille unie », qui compte quatre enfants. « De décorateur à expert, en passant par patron de discothèque, chauffeur routier, responsable des relations publiques, grossiste en poissons et animateur radio », il a « fait tous les métiers », fréquente « tous les milieux, celui des affaires, de la politique, des relations publiques ». 
Parmi ses activités commerciales, on peut citer celui de propriétaire d'un commerce d'aquariophilie. Si Michel Nihoul a accumulé les métiers, il a aussi additionné les faillites.

### Affaires et procès
Son casier judiciaire compte depuis les années 1970 plusieurs condamnations, notamment pour banqueroute, chèque sans provision, abus de confiance, etc.
En janvier 1989, alors qu'il est président de l'ASBL SOS Sahel, Michel Nihoul est placé sous mandat d'arrêt et inculpé de faux en écriture, de banqueroute et d’escroquerie. En décembre 1996, il est condamné à trois ans de prison pour ces motifs. 

#### L'Affaire Dutroux
Certains[Qui ?], dont le journaliste français Karl Zéro, pensent que Michel Nihoul dirige un réseau de pédophilie à qui Marc Dutroux livre des jeunes filles. Il est placé sous mandat d'arrêt et inculpé, le 17 août 1996, pour enlèvement d'enfants par le juge d'instruction de Neufchâteau Jean-Marc Connerotte. Il est arrêté en décembre 1996 et placé en détention préventive dans l’affaire Dutroux, soupçonné d'être impliqué dans l'enlèvement de Laëtitia Delhez à Bertrix. Il est aussi poursuivi « pour trafic de stupéfiants – 3 000 pilules d'ecstasy ont été retrouvées a son domicile – et association de malfaiteurs ». La chambre des mises en accusation de Liège estimant « que les indices retenus par le juge d’instruction pour justifier sa mise en détention sont inexistants, il est libéré le 22 juin 1997 ».
En 1998, il est accusé par le « témoin X1 », Régina Louf, d'avoir participé à l'assassinat de Christine Van Hees, assassinée en 1984 dans une champignonnière à Auderghem ; également inculpé pour l'enlèvement de Loubna Benaïssa, il bénéficie « d'une ordonnance de non-lieu rendue par la chambre du conseil de Bruxelles le 10 novembre 1998 ».
En 2002, le procureur du Roi de Neufchâteau déclarant qu'il ne dispose pas « d'éléments supplémentaires concrets » qui pourraient l’impliquer dans l’enlèvement et la séquestration de Laëtitia Delhez, ne demande pas son renvoi devant la Cour d’assises pour ces faits. En appel, la chambre des mises en accusation renvoie Nihoul devant les Assises d’Arlon, où il comparaît aux côtés de Marc Dutroux, Michelle Martin et Michel Lelièvre.
En juin 2004, après plus de 3 mois de débats devant la Cour d’assises d'Arlon, Nihoul est condamné à 5 ans de prison pour association de malfaiteurs avec notamment Marc Dutroux et pour trafic de drogue. 
Il est acquitté de complicité dans les enlèvements d'enfants pour lesquels Marc Dutroux a été condamné à la prison à perpétuité. Il bénéficie d'une remise en liberté conditionnelle le 28 avril 2005.
En 2007, il annonce des actions judiciaires contre Régina Louf et les journalistes qui ont défendu la thèse du réseau pédophile durant l'affaire Dutroux.
Le 23 avril 2008, il publie un livre autobiographique, qui deux semaines plus tard atteignait les 10 000 exemplaires vendus en Belgique.
En 2009, il crée l'ASBL Adheh, association pour la défense et l’honneur des êtres humains, qu'il gère toujours en date de 2012 depuis Zeebruges où il réside.
En 2010, il bénéficie d'un non-lieu pour les faits relatifs aux enlèvements, séquestration et décès de mineurs durant l'affaire Dutroux.
Toujours en 2010, Michel Nihoul réclame 250 000 euros de dommages et intérêts à Marc Verwilghen, ancien ministre de la Justice et président de la commission d'enquête parlementaire sur l'affaire Dutroux,. Verwilghen a annoncé lui-même une action contre Michel Nihoul.
Michel Nihoul décède le 23 octobre 2019.
L’ancien procureur du Roi de Neufchâteau Michel Bourlet a déclaré à RTL-TVi : « On a fait du bon boulot mais on n’a pas terminé le boulot ». En novembre 2021, un ancien gendarme de la BSR de Bruxelles, estimant que « la piste d’un réseau gravitant autour de Nihoul et Dutroux n’a pas été suffisamment explorée », lance une pétition en ligne pour la réouverture du dossier.

## Publications
- (fr) Taisez-vous Nihoul, Sean Publishing, 2008.
- (nl) Slaap zacht, Sean Publishing, 2008.